# 颱風世代 -Typhoon Generation-
《颱風世代 -Typhoon Generation-》（台風ジェネレーション -Typhoon Generation-）是嵐的第三枚單曲。於2000年7月12日發行。唱片公司為波麗佳音。

## 解說
- 在發行之前，此單曲本預定命名為『《Green Hill》』，但卻被社長一句話改為目前的名稱。
- 出道曲《A・RA・SHI》的開頭為櫻井的RAP，而《SUNRISE日本》的開頭則為大野的獨唱。因此，本張單曲的開頭部分便決定了由二宮說出台詞。而二宮本人亦有參與撰寫台詞。
- 本曲的風格以櫻井的RAP作為區間，拍子漸漸變快，於是前半類似抒情曲，後半則為J-POP。而在PV中，為了使前後有別，在髮型、服飾上亦有精心考量。

## 收錄曲
1. 颱風世代（台風ジェネレーション）
（作詞:J&T　作曲:馬飼野康二）
富士電視台印象曲
Bourbon「Puchi Series」廣告歌
2. 向著明天吶喊（明日に向かって吠えろ）
（作詞:大塚雄三　作曲:馬飼野康二）
2000年悉尼奧林匹克運動會男子排球最後預選主題曲
3. 颱風世代（Original Karaoke）
4. 向著明天吶喊（Original Karaoke）